# Altopiano di Tchigaï
L'altopiano di Tchigaï (in francese: Plateau de Tchigaï) è un altopiano del Niger.
Si trova nel Sahara, al confine tra Niger e Ciad. Assieme all'altopiano di Djado e all'altopiano di Manguéni, è uno dei tre altopiani che definiscono il paesaggio del nord-est del Paese. Raggiunge un'altezza di 880 m.
Dal punto di vista geologico, l'altopiano di Tchigaï è costituito da rocce di età paleozoica. Il deserto che vi si estende ricorda nell'aspetto il paesaggio lunare. Una catena di pozzi, alcuni dei quali con acque altamente saline, consente alle carovane di attraversarlo, collegando così la valle del Kaouar con il massiccio del Tibesti.